# TLC: Tables, Ladders & Chairs (2015)
TLC: Tables, Ladders & Chairs (2015) foi o sétimo evento anual TLC: Tables, Ladders & Chairs de luta livre profissional pay-per-view (PPV) e transmissão ao vivo produzido pela WWE. Aconteceu em 13 de dezembro de 2015, no TD Garden em Boston, Massachusetts. Este foi o último evento TLC realizado antes da reintrodução da extensão da marca em julho de 2016.
Oito partidas foram disputadas no evento, incluindo uma no pré-show do Kickoff. No evento principal, Sheamus derrotou Roman Reigns em uma luta Tables, Ladders, and Chairs para reter o Campeonato Mundial dos Pesos Pesados da WWE. Em outras lutas de destaque, Dean Ambrose derrotou Kevin Owens para ganhar o Campeonato Intercontinental da WWE e na partida de abertura, The New Day (Big E e Kofi Kingston) derrotou The Lucha Dragons (Kalisto e Sin Cara) e The Usos (Jey Uso e Jimmy Uso) para reter o Campeonato de Duplas da WWE.

## Produção

### Introdução

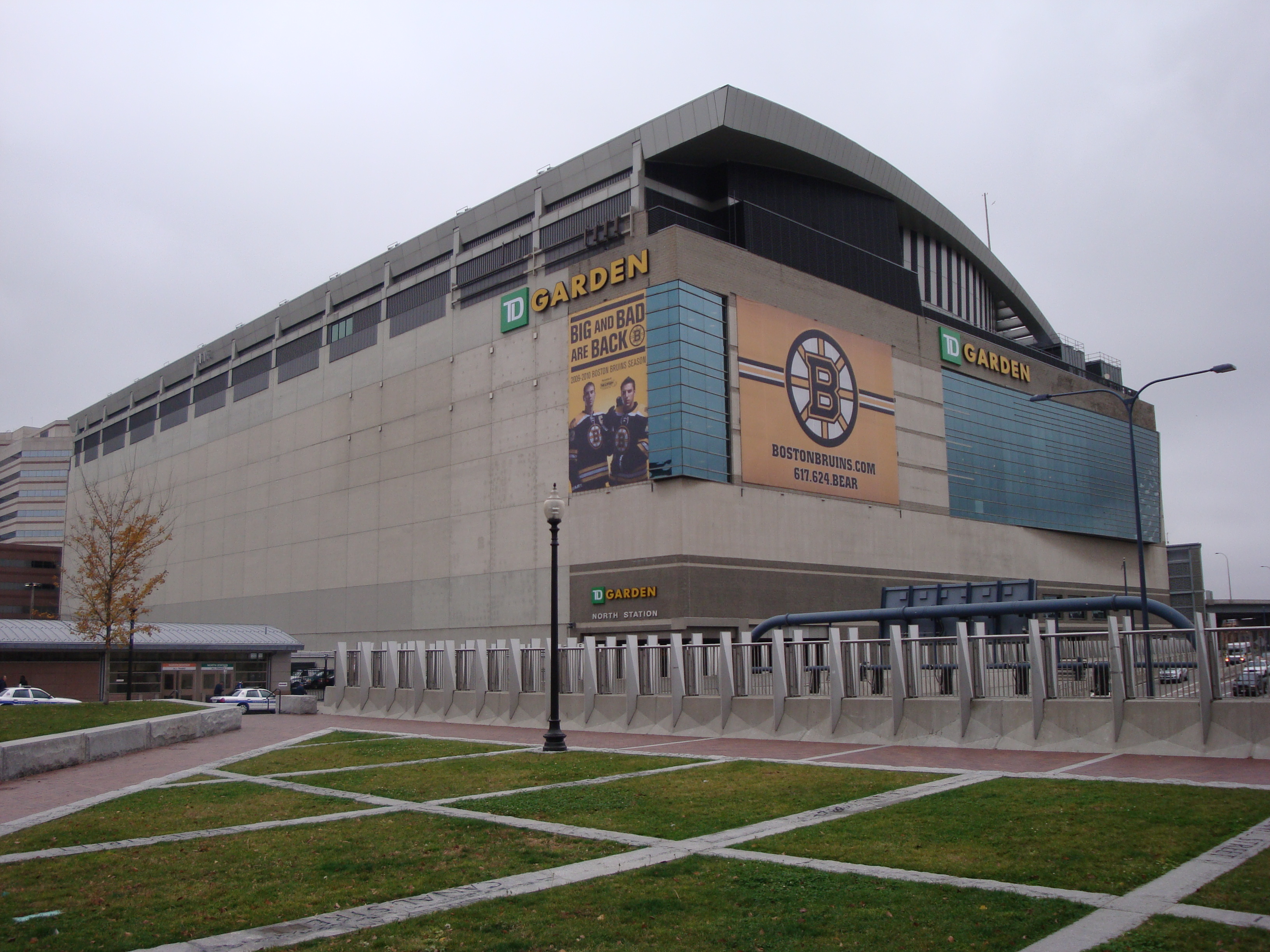
O evento foi realizado no TD Garden em Boston, Massachusetts.

TLC: Tables, Ladders & Chairs foi um evento anual produzido todo mês de dezembro pela WWE desde 2009. O conceito do show foi baseado nas partidas primárias do cartão, cada uma contendo uma estipulação de uso de mesas, escadas e cadeiras como armas legais, com o evento principal geralmente é uma luta Tables, Ladders, and Chairs. O evento de 2015 foi o sétimo TLC e estava programado para acontecer em 13 de dezembro de 2015, no TD Garden em Boston, Massachusetts. O evento foi ao ar em pay-per-view (PPV) em todo o mundo e estava disponível para transmissão ao vivo na WWE Network.

### Rivalidades
O evento compreendeu oito lutas, incluindo uma no pré-show Kickoff, que resultou de histórias roteirizadas, onde os lutadores retratavam heróis, vilões ou personagens menos distinguíveis em eventos roteirizados que criaram tensão e culminaram em uma luta ou série de lutas. Os resultados foram predeterminados pelos escritores da WWE, enquanto as histórias foram produzidas nos programas de televisão semanais da WWE, Raw e SmackDown.
No Survivor Series, Roman Reigns derrotou Dean Ambrose na final de um torneio para ganhar o vago Campeonato Mundial de Pesos Pesados da WWE, mas Sheamus então resgatou seu contrato do Money in the Bank e derrotou Reigns para ganhar o título. Na noite seguinte no Raw, Sheamus estava escalado para defender o campeonato contra Reigns em uma luta Tables, Ladders, and Chairs no evento. No episódio do Raw de 30 de novembro, Reigns recebeu uma luta pelo título antecipada, na qual ganharia o título se conseguisse derrotar Sheamus em menos de 5:15; Reigns venceu a partida por desqualificação, mas não conquistou o título.
No episódio de 26 de novembro do SmackDown, Dean Ambrose derrotou Tyler Breeze e Dolph Ziggler em uma luta de trios para ganhar uma partida pelo Campeonato Intercontinental contra Kevin Owens no evento.
No episódio de 30 de novembro do Raw, The Lucha Dragons (Kalisto e Sin Cara) e The Usos (Jey Uso e Jimmy Uso) se enfrentaram em uma luta pelo desafiante número um pelo Campeonato de Duplas da WWE de The New Day (Kofi Kingston, Xavier Woods e Big E), onde The New Day atacou ambas as equipes, causando uma dupla desqualificação. Stephanie McMahon decidiu que, como nenhum dos times perdeu, ambos desafiariam os campeões em uma luta de escadas de três duplas no evento.
No Survivor Series, Charlotte derrotou Paige por finalização para reter o Campeonato das Divas da WWE. Na noite seguinte no Raw, Paige argumentou que Charlotte havia trapaceado para reter o título, e recebeu uma revanche, que terminou em dupla contagem. Depois disso, outra revanche foi marcada para o TLC.
No episódio do Raw de 23 de novembro, Bray Wyatt e Luke Harper derrotaram The Dudley Boyz (Bubba Ray Dudley e D-Von Dudley). Dudley Boyz derrotaram Braun Strowman e Erick Rowan no próximo episódio do SmackDown. Na semana seguinte, no Raw, Tommy Dreamer voltou à WWE e se juntou aos Dudley Boyz, após o que os dois grupos lutaram sem competição. No SmackDown de 3 de dezembro, Wyatt derrotou D-Von Dudley. No episódio de 7 de dezembro do Raw, Rhyno retornou à WWE, juntando-se a The Dudleyz, após o qual uma luta de mesas de eliminação de oito homens colocou The Dudleyz, Dreamer e Rhyno contra The Wyatt Family (Wyatt, Rowan, Harper e Strowman) estava agendado para o evento.
No episódio do Raw de 30 de novembro, Ryback interrompeu o retorno de Lana e derrotou Rusev por contagem em uma luta improvisada. Depois de uma revanche na semana seguinte no Raw, que terminou em dupla contagem, foi marcada uma luta entre os dois no evento.
No Hell in a Cell, Alberto Del Rio retornou à WWE para vencer seu primeiro Campeonato dos Estados Unidos, enquanto uniu forças com o técnico Zeb Colter, levando a confrontos com o ex-protegido de Colter, Jack Swagger. Depois que Del Rio encerrou sua associação com Colter no episódio do Raw de 7 de dezembro, uma defesa de título contra Swagger em uma luta de cadeiras foi marcada para acontecer no evento.

## Evento
| Função:                   | Nome:                    |
| ------------------------- | ------------------------ |
| Comentaristas em inglês   | Michael Cole             |
| Comentaristas em inglês   | John "Bradshaw" Layfield |
| Comentaristas em inglês   | Jerry Lawler             |
| Comentaristas em espanhol | Carlos Cabrera           |
| Comentaristas em espanhol | Marcelo Rodriguez        |
| Entrevistadores           | Tom Phillips             |
| Entrevistadores           | JoJo                     |
| Anunciadoras de ringue    | Lilian Garcia            |
| Anunciadoras de ringue    | Eden Stiles              |
| Árbitros                  | Mike Chioda              |
| Árbitros                  | Darrick Moore            |
| Árbitros                  | John Cone                |
| Árbitros                  | Ryan Tran                |
| Árbitros                  | Chad Patton              |
| Árbitros                  | Rudy Charles             |
| Árbitros                  | Rod Zapata               |
| Árbitros                  | Jason Ayers              |
| Painel do pré-show        | Renee Young              |
| Painel do pré-show        | Booker T                 |
| Painel do pré-show        | Corey Graves             |
| Painel do pré-show        | Byron Saxton             |

### Pré-show
Durante o pré-show TLC: Tables, Ladders & Chairs, Sasha Banks enfrentou Becky Lynch. No final, Becky aplicou o Dis-Arm-Her em Sasha, mas Tamina distraiu o árbitro enquanto Naomi chutou Becky. Sasha forçou Becky a submeter-se ao Banks Statement para vencer a luta.

### Lutas preliminares
O pay-per-view abriu com The New Day (Big E e Kofi Kingston) defendendo o WWE Tag Team Championship contra The Usos (Jey Uso e Jimmy Uso) e The Lucha Dragons (Kalisto e Sin Cara) em uma luta triple threat de escadas. Durante a luta, Kingston - com a ajuda de Big E - dropou uma escada em Jey Uso, que estava sentado no canto do ringue. Big E então executou um Overhead Belly to Belly Suplex na escada em Jimmy Uso. Mais tarde na luta, Jimmy e Jey jogaram uma escada em Big E. Jimmy realizou um Running Hip Attack em uma escada que Jey segurou contra Kingston, que foi pendurado no Tree of Woe. Kalisto executou uma Salida Del Sol em Jey através de uma escada conectada entre outra escada e as cordas do ringue. A luta terminou quando Xavier Woods jogou seu trombone em Kalisto, que estava prestes a recuperar os cintos do título. Kingston recuperou os cintos para manter os títulos.
Em seguida, Rusev enfrentou Ryback. No final, Ryback tentou um Shell Shocked em Rusev, mas Rusev rebateu o movimento e executou um Roundhouse Kick em Ryback. Rusev aplicou o Accolade em Ryback, que desmaiou, dando a Rusev a vitória.
Depois disso, Alberto Del Rio defendeu o United States Championship contra Jack Swagger em uma luta de cadeiras. Durante a luta, Swagger tentou um Swagger Bomb em Del Rio, mas Del Rio respondeu com umacadeirada em Swagger. Swagger aplicou um Patriot Lock enquanto o tornozelo de Del Rio estava preso em uma cadeira, mas Del Rio escapou da chave. A luta terminou quando Del Rio executou um Diving Double Foot Stomp em Swagger, que foi pendurado na Tree of Woe, em uma pilha de cadeiras e imobilizou Swagger para manter o título.
Na quarta luta, a Wyatt Family (Bray Wyatt, Luke Harper, Erick Rowan e Braun Strowman) enfrentaram os The ECW Originals (Bubba Ray Dudley, D-Von Dudley, Tommy Dreamer e Rhyno) em uma lutas eliminatória de mesas. Erick Rowan foi eliminado depois que Bubba Ray e D-Von o colocaram em uma mesa com um 3D. Rhyno foi eliminado por Harper após ser atingido por uma Big Boot, fazendo com que Rhyno caísse em uma mesa. D-Von foi eliminado por Wyatt após um Uranage Slam em uma mesa. Dreamer foi eliminado após Harper realizar um Suicide Dive em Dreamer, empurrando-o através de uma mesa. Bubba Ray derramou fluido de isqueiro em uma mesa, mas Strowman o colocou em uma mesa com um Chokeslam para vencer a luta para a Wyatt Family.
Em seguida, Kevin Owens defendeu o Intercontinental Championship contra Dean Ambrose. Durante a luta, Ambrose realizou um Suicide Dive em Owens e tentou um Rebound Lariat, mas Owens respondeu com um Fallaway Slam na barricada em Ambrose, que ele seguiu por um Running Senton. Owens realizou um Super Rolling Fireman's Carry Slam em Ambrose para uma contagem de dois. Owens tentou um Pop-Up Powerbomb, mas Ambrose rebateu o movimento e executou um Dirty Deeds. Ambrose imobilizou Owens, mas Owens colocou um dedo na corda inferior para anular o pinfall. No final, Owens tentou um Pop-Up Powerbomb, mas Ambrose respondeu com um Hurricanrana e derrotou Owens com um roll-up para vencer o Intercontinental Championship.
Na sexta luta, Charlotte (com Ric Flair) defendeu o WWE Divas Championship contra Paige. Durante a luta, Paige executou um Ram-Paige em Charlotte, mas Ric Flair colocou o pé de Charlotte na corda inferior para anular o pinfall. A luta terminou quando Charlotte removeu a proteção de um turnbuckle e fez com que Paige se chocasse contra o turnbuckle exposto, imobilizando Paige para reter o título.

### Evento principal
No evento principal, Sheamus defendeu o WWE World Heavyweight Championship contra Roman Reigns em uma luta Tables, Ladders, and Chairs. Durante a luta, Reigns jogou Sheamus em cadeiras colocadas em mesas perto da entrada. Reigns tentou um Powerbomb em Sheamus, mas Sheamus respondeu com um Back Body Drop através de uma mesa, seguido por um Drop Suplex através de outra mesa e um White Noise fora dos degraus de aço através de outra mesa. Sheamus tentou um Rolling Fireman's Carry Slam, mas Reigns rebateu o movimento e executou um Deadlift Powerbomb em uma escada em Sheamus, seguido por um Samoan Drop através de uma escada entre o ringue e uma mesa de transmissão. Reigns derrubou Sheamus de uma escada com um Superman Punch, fazendo Sheamus cair de uma mesa. No clímax, Reigns tentou recuperar o cinturão do título, mas Rusev e Alberto Del Rio o puxaram para fora da escada; Del Rio realizou um Superkick em Reigns. Reigns executou Superman Punches em Rusev e Del Rio e puxou Sheamus da escada, mas Sheamus executou um Brogue Kick em Reigns. Sheamus recuperou o cinto para reter o título.
Após a luta, Sheamus, Rusev e Del Rio estavam comemorando até que Reigns executou um Spear duplo em Rusev e Del Rio e atacou Sheamus com uma cadeira. Triple H, Stephanie McMahon e oficiais da WWE tentaram acalmar Reigns, que, no entanto, atacou Triple H com um Superman Punch, várias cadeiradas e um Powerbomb em uma mesa de transmissão, terminando o ataque com um Elbow Drop através da mesa de transmissão . Enquanto a equipe médica tentava ajudar Triple H, Reigns aplicou um Spear em Triple H.

## Depois do evento
Na edição da noite seguinte do Raw, Roman Reigns foi confrontado por Stephanie McMahon e Mr. McMahon. Depois que Reigns se recusou a se desculpar, Sheamus veio solicitar uma luta com Reigns naquela noite, colocando seu WWE World Heavyweight Championship em jogo. Mr. McMahon oficializou a luta sob a condição de que se Reigns não ganhasse o título, ele seria demitido. Apesar da interferência de McMahon e da League of Nations, Reigns derrotou Sheamus para vencer o WWE World Heavyweight Championship pela segunda vez.
No Raw de 28 de dezembro, John Cena , que havia perdido o United States Championship para Alberto Del Rio no Hell in a Cell, voltou de um hiato de dois meses e desafiou Del Rio pelo United States Championship naquela noite. A luta pelo título que se seguiu terminou com uma vitória por desqualificação para Cena, após a League of Nations interferir e atacar Cena. No episódio de 7 de janeiro do SmackDown, depois que Del Rio recusou outra luta pelo título, Cena apresentou Kalisto do The Lucha Dragons; Kalisto venceu uma luta sem título contra Del Rio e derrotou Del Rio novamente no Raw de 11 de janeiro para vencer o United States Championship.
Na noite seguinte do Raw, após perder o Intercontinental Championship, Kevin Owens interferiu em uma luta entre o novo campeão Dean Ambrose e Dolph Ziggler e atacou os dois homens, terminando a luta em desclassificação. Na terça-feira, 22 de dezembro, durante o SuperSmackDown especial ao vivo, Ambrose manteve o Intercontinental Championship depois de derrotar Ziggler e Owens em uma luta Triple Threat. Ambrose manteve o Intercontinental Championship contra Owens no episódio de 7 de janeiro de 2016 do SmackDown depois que a luta terminou em duplo count-out. No episódio de 14 de janeiro do SmackDown, Ambrose desafiou Owens para uma luta Last Man Standing pelo Intercontinental Championship no Royal Rumble, que Owens aceitou.
No Raw de 14 de dezembro, The Wyatt Family derrotou The Dudley Boyz, Tommy Dreamer e Rhyno, em uma luta Extreme Rules. No Raw de 21 de dezembro, The Dudley Boyz e Dreamer enfrentaram a Wyatt Family, desta vez com Kane, mas foram novamente derrotados. Os Dudley Boyz perderam mais uma vez para os Wyatts no SuperSmackDown especial ao vivo da noite seguinte , enquanto se juntavam a Kane e Ryback.
A personalidade heel de Charlotte continuou a prejudicar sua amizade com Becky Lynch após o evento. No Raw da noite seguinte, Charlotte e Becky derrotaram Brie Bella e Alicia Fox depois que a interferência de Ric Flair permitiu que Becky prendesse Alicia na submissão para a vitória. No episódio de 17 de dezembro do SmackDown, Becky derrotou Brie por submissão devido à interferência de Charlotte. No programa especial SuperSmackDown, Charlotte derrotou Bella por fsubmissão, enquanto também deixava Becky para ser atacada pelo Team BAD. No episódio de 4 de janeiro de 2016 do Raw, Becky derrotou Charlotte por roll-up, apesar de Ric Flair interferir em nome de sua filha. Após a luta, Charlotte atacou Becky, transformando ela e seu pai em heels. Charlotte derrotou Becky com a ajuda de Flair para reter o Divas Championship no SmackDown de 7 de janeiro.

## Resultados
| Nº                                          | Resultados | Estipulações                                                             | Tempo |
| ------------------------------------------- | --- | ------------------------------------------------------------------------ | ----- |
| Pré- show                                   | Sasha Banks (com Naomi e Tamina) derrotou Becky Lynch por submissão                                                                                               | Luta individual                                                          | 11:43 |
| 1                                           | The New Day (Big E e Kofi Kingston) (com Xavier Woods) (c) derrotaram The Usos (Jey Uso e Jimmy Uso) e The Lucha Dragons (Kalisto e Sin Cara)                     | Luta de três duplas de escadas pelo WWE Tag Team Championship            | 17:40 |
| 2                                           | Rusev (com Lana) derrotou Ryback por submissão | Luta individual                                                          | 7:56  |
| 3                                           | Alberto Del Rio (c) derrotou Jack Swagger | Luta de cadeiras pelo WWE United States Championship                     | 11:11 |
| 4                                           | The Wyatt Family (Bray Wyatt, Luke Harper, Braun Strowman e Erick Rowan) derrotaram The ECW Originals (Bubba Ray Dudley, D-Von Dudley), Tommy Dreamer e Rhynont 1 | Luta de mesas de eliminação de quartetos                                 | 12:29 |
| 5                                           | Dean Ambrose derrotou Kevin Owens (c) | Luta individual pelo WWE Intercontinental Championship                   | 9:52  |
| 6                                           | Charlotte (c) (com Ric Flair) derrotou Paige | Luta individual pelo WWE Divas Championship                              | 10:39 |
| 7                                           | Sheamus (c) derrotou Roman Reigns | Luta Tables, Ladders, and Chairs pelo WWE World Heavyweight Championship | 23:58 |
| (c) – Refere-se aos campeões antes da luta. | |                                                                          |       |

### Eliminações da luta de mesas de quartetos
↑1 
| Eliminação    | Lutador                                                     | Time                                                        | Eliminado por                                               | Modo de eliminação                                          | Tempo                                                       |
| ------------- | ----------------------------------------------------------- | ----------------------------------------------------------- | ----------------------------------------------------------- | ----------------------------------------------------------- | ----------------------------------------------------------- |
| 1             | Erick Rowan                                                 | The Wyatt Family                                            | Bubba Ray & D-Von                                           | Eliminado após um 3D                                        | 4:10                                                        |
| 2             | Rhyno                                                       | The ECW Originals                                           | Harper                                                      | Eliminado após um Big boot                                  | 6:25                                                        |
| 3             | D-Von Dudley                                                | The ECW Originals                                           | Wyatt                                                       | Eliminado após um Side slam                                 | 8:26                                                        |
| 4             | Tommy Dreamer                                               | The ECW Originals                                           | Harper                                                      | Eliminado após um Suicide dive                              | 10:41                                                       |
| 5             | Bubba Ray Dudley                                            | The ECW Originals                                           | Strowman                                                    | Eliminado após um Chokeslam                                 | 12:30                                                       |
| Vencedor(es): | Bray Wyatt, Luke Harper e Braun Strowman (The Wyatt Family) | Bray Wyatt, Luke Harper e Braun Strowman (The Wyatt Family) | Bray Wyatt, Luke Harper e Braun Strowman (The Wyatt Family) | Bray Wyatt, Luke Harper e Braun Strowman (The Wyatt Family) | Bray Wyatt, Luke Harper e Braun Strowman (The Wyatt Family) |